# Дистаннан
Дистанна́н (другие названия — станноэта́н) — соединение водорода и олова с формулой Sn2H6 или (SnH3)2, гомолог станнана. Аналог этана C2H6. Может быть получен восстановлением станнита борогидридом калия K[BH4].
Синтезирован в очень незначительных количествах. Ещё более неустойчив, чем станнан. Физические свойства не описаны. В природе не существует и не применяется. Биологические и химические свойства сходны со свойствами станнана. Побочный продукт реакции получения станнана. При комнатной температуре неустойчив, разлагается на олово и водород.
Известны производные дистаннана, полученные замещением атомов водорода в его молекуле на метильные группы (гексаметилдистаннан) и другие одновалентные группы.